# Општина Корнешти (Дамбовица)
Корнешти (рум. Corneşti) општина је у Румунији у округу Дамбовица.
Oпштина се налази на надморској висини од 135 m.